# Folkert van der Wei

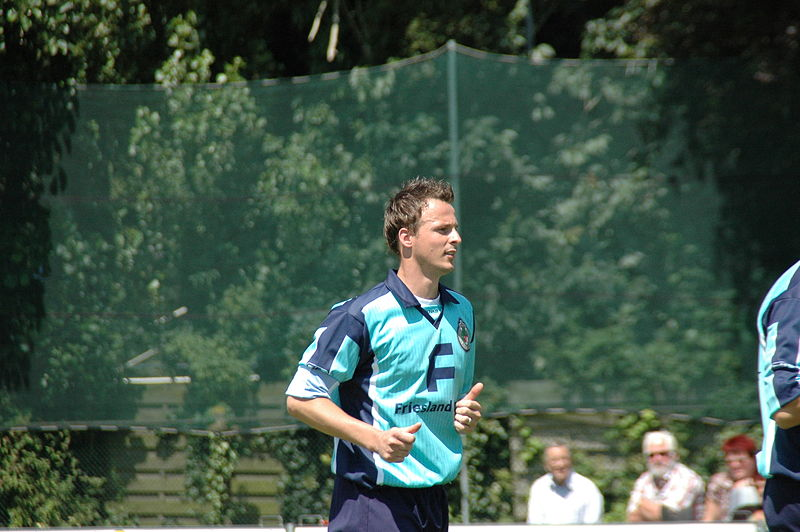
Folkert van der Wei

Folkert van der Wei (Witmarsum, 22 juli 1980) is een Nederlands voormalig kaatser. 

## Carrière
Van der Wei kaatste geruime tijd op het hoogste niveau. Absolute hoogtepunten waren het winnen van de PC in 2003 (samen met Johannes Dijkstra en Karel Nijman) en in 2009 (samen met Gert-Anne van der Bos en Daniel Iseger). Op de PC van 2006 behaalde hij een derde prijs met Johan Abma en Bauke van der Graaf. Op de PC van 2008 verloor hij nipt de spannende finale met Tjitte Bonnema en Gert Anne van der Bos.
In 2009 won Van der Wei naast de PC ook de klassiekers (Rengersdag en Oldehovepartij) in Leeuwarden. Hij werd met 60 punten tweede in het jaarklassement. Evenveel punten als winnaar Daniel Iseger, die vaker een eerste prijs won hem van de winst afhield.
Het succesvolle partuur van Van der Wei met Gert-Anne van der Bos en Daniel Iseger viel na de eerste cyclus in 2010 uit elkaar. Van der Wei kaatste het jaar uit met Rutmer van der Meer en Renze Pieter Hiemstra. De PC dat jaar viel letterlijk in het water en ze sneuvelden in de tweede omloop. Later in het seizoen wonnen ze wel drie Friese veulens op de Van Aisma-dag in Beetgum. Een klassieker die hij in 2001 al eens eerder wist te winnen, destijds met Klaas-Anne Terpstra en Rinse Bleeker.
In 2011 kaatste Van der Wei met Marten van der Leest en Herman Sprik. De PC met deze mannen verliep gedenkwaardig, zij het niet in  positieve zin. Marten van der Leest bleek niet wedstrijdfit genoeg te zijn en werd door Herman Sprik en Van der Wei in de tweede omloop ingewisseld door Jan Dirk de Groot. Met De Groot wonnen ze weliswaar een derde prijs, maar ze kregen daarna veel kritiek uit de kaatswereld voor hun actie.
Het kaatsseizoen 2012 startte Van der Wei met Johan van der Meulen en Karel Nijman. Drie ervaren kaatsers. Ze besloten om al hun prijzengeld beschikbaar te stellen voor KiKa. Hoewel het partuur na 1 cyclus kaatsen uit elkaar ging en Marten Feenstra de vervanger werd van Karel Nijman, sprokkelden ze toch een bedrag bij elkaar van 3.400 euro. 
In 2013 kaatste Van der Wei met twee aanstormende talenten, te weten Hans Wassenaar en Menno van Zwieten. Ze wonnen enkele prijzen met als hoogtepunt een eerste prijs op de vrije formatie wedstrijd in Berlikum. Vanaf dan ging het bergafwaarts met het partuur. Vanwege de ranking speelden ze niet op de vrije formatie in Folkerts geboorteplaats Witmarsum. Ook misten ze vanwege tegenvallende resultaten de Van Aisma-dag partij in Beetgum. 
In juli 2013 besloot Van der Wei om zijn carrière aan het einde van het seizoen te beëindigen vanwege te weinig intrinsieke motivatie.

## Overige sporten
Naast het kaatsen voetbalde Van der Wei op het veld en in de zaal. Op het veld heeft hij jarenlang bij toenmalig derdeklasser SV Mulier gespeeld en in de zaal bij Eerstedivisionist Exstador.

## Diabetes
Dieptepunt in zijn carrière is dat er in 2003 diabetes bij hem werd geconstateerd. De ziekte had hij snel onder controle gekregen, waardoor hij in staat was om nog veel te sporten.